# Полевые жаворонки
Полевые жаворонки (лат. Alauda) — род воробьиных птиц из семейства жаворонковых (Alaudidae).
Немного крупнее воробья. Имеет пеструю серо- или буро-охристую окраску на спине и крыльях, живот белый, на голове небольшой хохолок. Для гнездования выбирает лесные поляны, опушки, зерновые луга. Гнездо (диаметр 7—8 см) устраивает в небольших ямках. Питается зерновыми и насекомыми.

## Классификация
Международный союз орнитологов относит к роду 4 вида:
- Alauda arvensis Linnaeus, 1758 — Полевой жаворонок, или обыкновенный полевой жаворонок
- Alauda gulgula Franklin, 1831 — Индийский жаворонок, или малый полевой жаворонок
- Alauda leucoptera Pallas, 1811 — Белокрылый жаворонок, или белокрылый степной жаворонок
- Alauda razae (Alexander, 1898) — Разуанский жаворонок, или разаский малый жаворонок, или жаворонок острова Разо

## В астрономии
В честь жаворонка назван астероид (702) Алауда, открытый в 1910 году.